# Leucaena matudae
Leucaena matudae là một loài rau đậu thuộc họ Fabaceae.
Loài này chỉ có ở México.